# Yannic Lerjen
Yannic Lerjen, né le 26 juillet 1990, est un skieur acrobatique suisse spécialisé dans les épreuves de half-pipe. 

## Carrière
Il remporte la médaille de bronze en half-pipe aux Championnats du monde 2015.

## Palmarès

### Jeux olympiques d'hiver
| Édition/Discipline | Half-pipe |
| Sotchi 2014        | 14e       |

### Championnats du monde
| Édition/Discipline | Half-pipe |
| Kreischberg 2015   | Bronze    |

### Coupe du monde
- Meilleur classement général : 45e en 2014.
- Meilleur classement en half-pipe : 8e en 2014.